# Lamiako
Lamiako è una stazione della linea 1 della metropolitana di Bilbao.
Si trova lungo Langileria Kalea, nel quartiere Lamiako di Leioa.

## Storia
La stazione è stata inaugurata l'11 novembre 1995 con il primo tratto della linea 1.